# IJslands hoen

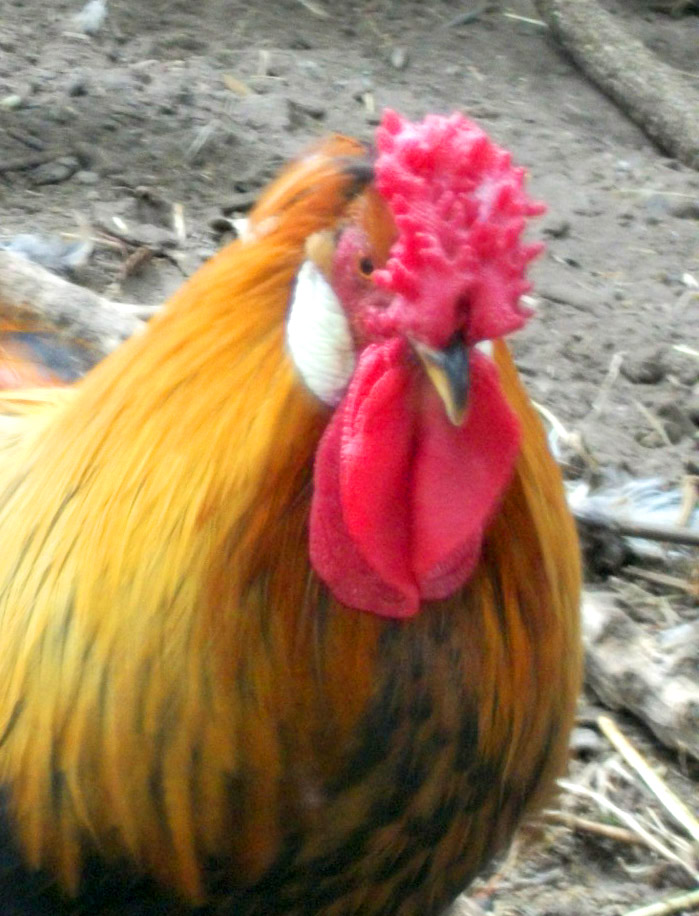
Jonge haan met rozenkam

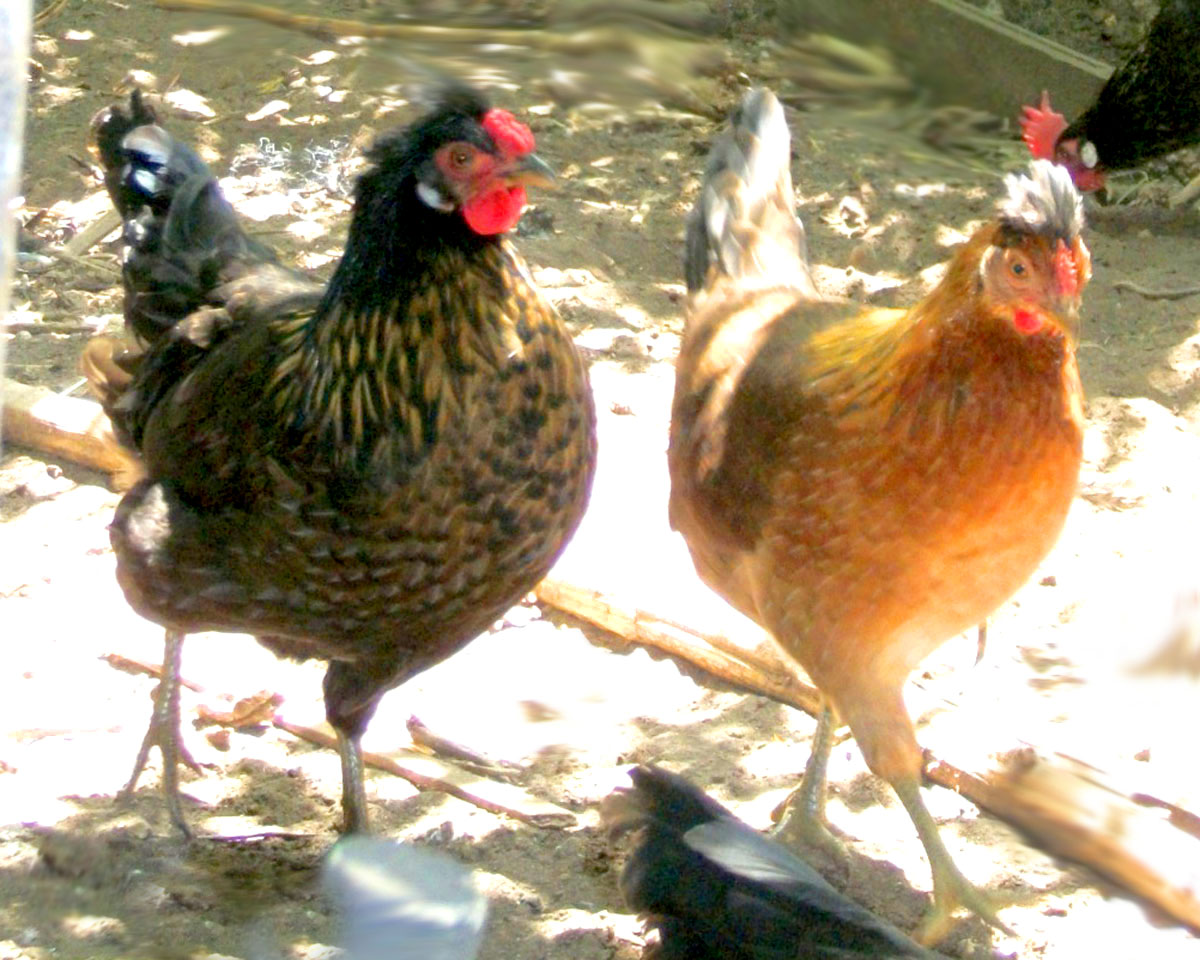
Hennen met kuif

Het IJslands hoen (IJslands: Íslenska landnámshænan) is een oude kippensoort, ontstaan uit landhoenders op IJsland. Door de grote variatie in uiterlijk kan het niet als ras worden erkend. 

## Geschiedenis
Samen met ander vee waaruit specifiek IJslandse rassen werden gefokt, zoals het IJslands schaap en het IJslands paard werden bij de bevolking van IJsland door de Vikingen tussen 874 en 930 n. Chr. ook kippen meegenomen. De op IJsland gefokte kippensoort werd "landnamehoen" genoemd en had als hoofdkenmerk een goede aanpassing aan het extreme klimaat op het eiland, in combinatie met een goede legcapaciteit en vleesgewicht. In de jaren 90 van de 20e eeuw was het ras vrijwel uitgestorven, door de toenemende interesse voor leg- en vleeshybriden die na de Tweede Wereldoorlog ingevoerd werden. Door de inzet van een kleine groep fokkers lukte het de populatie tot 3.500 dieren te laten stijgen en een internationale bekendheid te verkrijgen.

## Geografische isolatie
Omdat het IJslands hoen van andere rassen over een tijdbestek van eeuwen geïsoleerd is gebleven, bekleedt het een bijzondere positie binnen het genetisch landschap. Moleculair-genetisch onderzoek heeft aangetoond dat 78% van het DNA uniek is en afwijkt van dat van andere huishoenderrassen.

## Uiterlijk
Opvallend aan de IJslandse hoenders is het ontbreken van uiterlijke uniformiteit. Alle kleurslagen zijn vertegenwoordigd met uitzondering van wit, koekoek en parelgrijs. De kamvorm kan enkelvoudig of rozenkamvorm zijn, maar ook andere vormen zijn aanwezig. De loopbeenkleur varieert van vleeskleurig tot geel en grijsblauw.

## Verdere kenmerken
Het IJslands hoen wordt als robuuste dubbeldoelkip gezien. Het gewicht van de hanen ligt bij 1,7–2,0  kg, van de hennen bij 1,3–1,5 kg. De eierproductie ligt bij gemiddeld 200 witte of lichtbruine eieren per jaar. De hennen broeden veel en goed. Veroorzaakt door het landschap op IJsland, neigen de kippen ertoe open terrein snel te verkennen en hebben behoefte aan voldoende uitloopvlakte.